# Erica truncata
Erica truncata är en ljungväxtart som beskrevs av Harriet Margaret Louisa Bolus. Erica truncata ingår i släktet klockljungssläktet, och familjen ljungväxter. Inga underarter finns listade i Catalogue of Life.